# جامعة الولاية في شرق تينيسي كلية طب جيمس هـ. كويلين
جامعة الولاية في شرق تينيسي كلية طب جيمس هـ. كويلين (بالإنجليزية: East Tennessee State University James H. Quillen College of Medicine)‏ هي إحدى الكليات لتدريس الطب في الولايات المتحدة الأمريكية. تقع في مدينة جونسون سيتي في ولاية تينيسي الأمريكية. نوع الشهادة الطبية التي يتم تحصيلها هناك هي دكتور في الطب.